# Corridos al estilo de Los Caminantes
Corridos al estilo de Los Caminantes es el cuarto álbum del grupo mexicano Los Caminantes, lanzado en 1984 por medio de Luna Records.

## Lista de canciones
| #  | Canción                  | Duración | Compositores               |
| -- | ------------------------ | -------- | -------------------------- |
| 01 | "La Muerte De La Mafia"  | 3:09     | Abel De Luna               |
| 02 | "El Potro Lobo Gateado"  | 4:27     | Pepe Albarrán              |
| 03 | "Los Dos Hermanos"       | 3:23     | Juan Mendoza               |
| 04 | "Sucedió En La Barranca" | 3:23     | José Alfredo Jiménez       |
| 05 | "El Hijo Desobediente"   | 3:13     |                            |
| 06 | "Benito Canales"         | 3:14     | Juan Alcántara             |
| 07 | "La Mafia Muere"         | 3:00     | Pepe Cabrera               |
| 08 | "Arnulfo González"       | 3:34     | Eulalio González "Piporro" |
| 09 | "Benjamín Argumedo"      | 3:09     | Graciela Olmos             |
| 10 | "Simón Blanco"           | 4:26     | Delfino Villegas           |
| 11 | "Valentín De La Sierra"  | 3:04     | Luis Pérez Meza            |